# Caerphilly (kaas)
Caerphilly is een brokkelige harde kaas, uit de buurt van Caerphilly in Wales. Hij werd daar oorspronkelijk niet gemaakt, maar op de markt verkocht, waardoor hij de naam Caerphilly heeft gekregen. Het is een heel licht gekleurde kruimelige kaas van koemelk met een vetpercentage van rond de 48%.